# Tseatah Indian Reserve 2
Tseatah Indian Reserve 2 är ett reservat i Kanada.   Det ligger i provinsen British Columbia, i den södra delen av landet, 3 400 km väster om huvudstaden Ottawa.
I omgivningarna runt Tseatah Indian Reserve 2 växer i huvudsak blandskog. Runt Tseatah Indian Reserve 2 är det mycket glesbefolkat, med 4 invånare per kvadratkilometer.